# Josef Lössl
Josef Lössl (* 1964) ist ein deutscher römisch-katholischer Theologe.

## Leben
Nach der Promotion in Regensburg 1996 und Habilitation in Münster 2001 lehrt er seit 2003 an der Universität Cardiff (seit 2010 Professor für Historische Theologie und Geistesgeschichte (Patristik und Spätantike)).

## Schriften (Auswahl)
- Intellectus Gratiae. Die erkenntnistheoretische und hermeneneutische Dimension der Gnadenlehre Augustins von Hippo. Leiden 1997, ISBN 90-04-10849-1.
- Julian von Aeclanum. Studien zu seinem Leben, seinem Werk, seiner Lehre und ihrer Überlieferung. Boston 2001, ISBN 90-04-12180-3.
- als Herausgeber: Augustinus von Hippo: De vera religione. Paderborn 2007, ISBN 978-3-506-75615-2.
- als Herausgeber mit Andrew Cain: Jerome of Stridon. His life, writings and legacy. Farnham 2009, ISBN 978-0-7546-6407-9.